# Geneviève Larivière
Pour les articles homonymes, voir Larivière.
Geneviève Larivière, épouse Heymans, née le 14 juin 1932 à Montreuil-sous-Bois et morte le 22 juin 2009 à Malestroit, est une athlète française.

## Biographie
Geneviève Larivière, licenciée à l'US Métro, est sacrée championne de France du lancer du poids en 1954, 1955 et 1958.